# Geodena marginalis
Geodena marginalis là một loài bướm đêm trong họ Geometridae.